# Govern
Un govern és un cos o un ens que té l'autoritat i la potestat administrativa per a fer i el poder per a executar les lleis dintre d'un grup o organització civil, corporativa, religiosa o acadèmica. En un sentit ampli, governar significa administrar o supervisar, ja sigui un estat, un grup de persones, o un conjunt d'actius; és a dir, és la forma política amb la qual un estat és governat. La paraula catalana "govern" es deriva del grec Κυβερνήτης (kyvernites). El govern d'un estat constitueix el centre des del qual s'exerceix el poder polític sobre una societat.
Encara que en la política moderna, el govern, en un sentit ampli i com a organització del poder públic de la societat, es divideix en tres branques (executiva, legislativa i judicial), als països la forma de govern basada en el parlamentarisme, la paraula "govern" sovint es refereix només a les funcions de la branca executiva de l'Estat, o a l'executiu governant (com és el cas dels governs de l'estat espanyol o el de la Generalitat de Catalunya), allò que als estats presidencialistes s'anomena l'administració o gestió, (com per exemple el cas dels Estats Units d'Amèrica on parlem de l'administració Bush o Obama).
Els governs efectius han de posseir dos atributs: autoritat i legitimitat. L'autoritat és l'habilitat per a compel·lir a l'obediència. Tots els governs utilitzen algun tipus de coacció física en la seva autoritat; per exemple empresonament, amenaces o exili. La legitimitat és l'atribut que motiva el poble a sotmetre's a l'autoritat. La legitimitat es guanya a través de l'adquisició i l'aplicació del poder d'acord amb els principis i estàndards establerts.

## Origen i etimologia
El terme democràcia prové del grec antic (δημοκρατία) i va ser encunyat a Atenes al segle V a.C. a partir dels vocables δημος («demos», que pot traduir-se com a «poble») i Κράτος («krátos», que pot traduir-se com a «poder» o «govern»). No obstant això la significació etimològica del terme és molt més complexa. El terme «demos» sembla haver estat un neologisme derivat de la fusió de les paraules demiürgs (demiurgi) i geomoros (geomori). L'historiador Plutarc assenyalava que els geomoros i demiürgs, eren juntament amb els eupàtrides, les tres classes en què Teseu va dividir a la població lliure de l'Àtica (addicionalment la població estava integrada també pels metecs, els esclaus i les dones). Els eupàtrides eren els nobles, els demiürgs eren els artesans, i els geomoros eren els camperols. Aquests dos últims grups, «en creixent oposició a la noblesa, van formar el demos».
Alguns pensadors consideren a la democràcia atenesa com el primer exemple d'un sistema democràtic. Altres pensadors han criticat aquesta conclusió, argumentant d'una banda que tant en l'organització tribal com en antigues civilitzacions a tot el món hi ha exemples de sistemes polítics democràtics, i d'altra banda que només una petita minoria del 10% de la població tenia dret a participar de l'anomenada democràcia atenesa, quedant automàticament exclosos la majoria de treballadors, camperols, esclaus i les dones.
De totes maneres, el significat del terme ha canviat amb el temps, i la definició moderna ha evolucionat molt, sobretot des de finals del segle xviii, amb la successiva introducció de sistemes democràtics en moltes nacions i sobretot a partir del reconeixement del sufragi universal i del vot femení durant el segle xx. Avui en dia, les democràcies existents són bastant diferents al sistema de govern atenès del que hereten el seu nom.
D'aquesta manera es comprèn la classificació de les formes polítiques existents en totes les èpoques, perquè el que caracteritza el govern monàrquic és sempre que la voluntat estàtica és la voluntat psicològica d'una persona i el que caracteritza la república és que el que es diu voluntat de l'Estat és el resultat d'un procés jurídic.

## Objectius del Govern
La missió del govern és crear un sistema d'auto-protecció social per i amb les famílies que viuen a l'Estat, assegurança al llarg termini, autofinançable, de molt bona qualitat i sense corrupció. Prioritàriament assegurar el futur de la salut, educació, crèdit, propietat, pensió, habitatge.
A diferències de les ONG, l'estratègia del govern és recaptar aportacions obligatòries de tots els membres de l'Estat, fets en diners, per construir infraestructura i empreses de serveis públics.
Històricament, el primer Govern es forma a la tribu, com una forma de coordinar el ple aprofitament dels recursos humans, naturals, instal·lacions i eines, etc., d'aquesta, per a generar el màxim de satisfaccions que satisfacin les necessitats de la tribu, en alimentació, seguretat, etc.
Després, s'ha establert l'Executiu com a ens coordinador, el legislatiu com a generador de normes i lleis i el judicial com a encarregat de fer que les normes i les lleis es compleixin.
Actualment hi ha un grup d'investigadors i empreses seriosament preocupats pel fet que el govern és una organització d'autoprotecció social poc segura al llarg termini, que potser no sigui capaç d'assegurar els serveis de protecció social a futur, quan l'espècie allargui seva esperança de vida per sobre dels 100 anys. Aquests investigadors estan desenvolupant ONG alternatives.

## Òrgans de govern
Se sol al·ludir que el govern es divideix en poders, però en realitat es divideix en òrgans amb diferents funcions:
- segons el seu inici: òrgans constitucionals, investits per la constitució com el poder legislatiu o subordinats, és a dir que són derivats d'òrgans constitucionals com el ministeri de treball

- segons la seva estructura: poden ser simples, com un ministeri o complexos, com el poder judicial.

- segons la seva composició: individuals, dirigit una persona com l'executiu o grupals, actuant per un conjunt de persones com el congrés.

- segons les seves funcions: equivalen als poders judicials, legislatius i executius.

## Branques del govern
En la teoria política moderna, el govern està dividit en tres branques o poders principals: el poder legislatiu (poder per a fer les lleis), el poder executiu (poder per a implementar les lleis) i el poder judicial (el poder per a jutjar i castigar l'incompliment de les lleis). En les democràcies la nominació i l'elecció del govern és el dret dels ciutadans, ja sigui de manera directa (un sufragi universal directe) o indirecta (per mitjà d'un col·legi electoral o per llistes de diputats per partits polítics en la representació proporcional).
Sota les formes tradicionals de govern comunes fins fa pocs segles, com per exemple la monarquia i l'oligarquia, aquests poders eren representants o concentrats en mans d'una sola persona o un grup petit de persones. Una de les innovacions de la democràcia és la separació dels poders en aquestes tres distintes branques de govern que operen independentment en un sistema de balanç i verificació l'una de l'altra. Aquesta separació prevé la concentració excessiva de poder de manera autoritària o despòtica per una persona o un grup de persones.

## El sistema tripartit de Montesquieu
L'origen del concepte es remunta al filòsof polític francès de la Il·lustració, Montesquieu. Montesquieu descrigué la divisió del poder polític entre un braç executiu, un braç legislatiu i un braç judicial. El seu model es basava en el sistema constitucional britànic, en el qual veié una separació de poders entre el monarca, el Parlament i els tribunals. Autors posteriors han apuntat que Montesquieu s'equivocà en aquest aspecte, car al Regne Unit els braços legislatiu i executiu eren molt propers i tenien lligams amb el braç judicial (tot i que hi havia independència judicial).

## Formes de govern

Formes de govern
----
repúbliques presidencialistes
repúbliques presidencialistes amb una presidència executiva i un sistema parlamentari
repúbliques semipresidencialistes
repúbliques parlamentàries
monarquies constitucionals en què el monarca no exerceix poder executiu
monarquies constitucionals en què el monarca exerceix poders executius amb un parlament dèbil
monarquies absolutes
estats unipartidistes
dictadures militars

Una forma de govern és un terme col·loquial per referir-se al conjunt de les institucions polítiques per mitjà de les quals un estat s'organitza per a exercir els seus poders sobre una comunitat política. Cal notar que aquesta definició és vàlida encara que el govern sigui il·legítim o si està incapacitat per a exercir els seus poders.

### Classificació de les formes de govern

#### Segons el nombre de persones amb poders de govern
Les formes de govern es poden classificar d'acord amb el nombre de persones sobre les quals recauen els poders de govern:
- Autocràcia: govern en què un individu té tot el poder. Aquesta categoria inclou les monarquies absolutes i les dictadures republicanes
- Oligarquia: govern en què el poder polític resideix en un grup petit d'individus amb interessos similars. Un tipus d'oligarquia és la plutocràcia, en què un grup petit de persones poderoses està integrat pels membres més rics de la societat
- Democràcia: govern en què el poder resideix en tot el poble

#### Segons l'organització o règim polític
Una altra classificació es basa en l'organització o règim polític:
- Formes republicanes:
  - sistemes parlamentaris: sistemes en què la branca executiva del govern es deriva i depèn de la branca legislativa
  - sistemes presidencialistes: sistemes en què la branca executiva del govern és independent de la branca legislativa
  - sistemes semipresidencialistes: sistemes en què la branca executiva és encapçalada per un membre de la branca legislativa per la majoria dels afers interns, i per un president electe de manera independent encarregat d'altres afers de competència general o fins i tot amb poders merament simbòlics

- Formes monàrquiques:
  - monarquia parlamentària: monarquia en la qual el poder executiu recau sobre un monarca no electe amb poders limitats o cerimonials; el monarca governa per mitjà d'un primer ministre (o president de govern) que prové de la branca legislativa; en tots els aspectes, llevat de l'existència d'un monarca, les monarquies parlamentàries són idèntiques als sistemes parlamentaris.[7][8]

- - monarquia absoluta: monarquia en la qual tot el poder del govern recau sobre un monarca no electe amb poders il·limitats

- Teocràcia: organització d'un estat no democràtic basat en la religió d'estat en què el cap d'estat hi és elegit de la jerarquia religiosa i sovint és considerat el representant màxim de la religió en qüestió

- Sistemes unipartidistes o apartidistes: estats no democràtics en què el poder polític recau de manera absoluta sobre un partit polític únic (o organització o grup no definit com a partit polític per se) les operacions del qual estan fusionades amb la jerarquia governamental

- Juntes militars i estats sota control militar: estats en què les forces armades controlen tots els òrgans del govern i en què tots els principals funcionaris públics també són membres de l'exèrcit

- Estats en transició: estats la forma de govern dels quals no pot ser determinada amb precisió

#### Segons on se sustenta el poder de decisió

##### Atributs aristocràtics
Els governs amb atributs Aristocràtics són tradicionalment controlades i organitzades per un petit grup de les persones més qualificades, sense la intervenció de la major part de la societat, i aquest grup petit usualment comparteix alguns trets comuns.
| Terme        | Definició |
| ------------ | --- |
| Aristocràcia | És un tipus de govern, regit per la regla dels ciutadans d'elit, un sistema de govern en què una persona que governa a una aristocràcia és un aristòcrata. Ha arribat a significar govern de "l'aristocràcia" que són gent de noble bressol. Una aristocràcia és un govern de les "millors" persones. Una persona que governa a una aristocràcia és un aristòcrata. Aristocràcia és diferent de la noblesa, en la qual la noblesa vol dir que un llinatge governaria, una aristocràcia significaria que governarien poques o moltes línies de sang, o que els governants són elegit de manera diferent. |
| Geniocràcia  | És un tipus de govern, regit per regles d'intel·ligència, un sistema de govern on cal creativitat, la innovació, la intel·ligència i la saviesa per a aquells que desitgen governar. Vegeu aristocràcia dels savis. |
| Cratocràcia  | És un tipus de govern, regit per la regla dels forts, un sistema de govern en què aquells prou forts per prendre el poder per la força física, les maniobres social o polític astut. El procés pot imitar selecció darwiniana. |
| Meritocràcia | És una forma de govern o d'organització social basada en l'habilitat, mèrit o talent en comptes de la riquesa, la posició familiar, el privilegi de la classe social o qualsevol altre determinant de la posició social. La paraula "meritocràcia" també es pot utilitzar per descriure una societat en què la riquesa i la posició social s'assignen per mitjà de la competència i la demostració del talent i en què les posicions de confiança, responsabilitat i prestigi socials han de ser guanyades i no pas heretades o assignades arbitràriament. La meritocràcia descriu les societats competitives que rebutgen la igualtat social sense mèrit, encara que donen suport a la doctrina de la igualtat d'oportunitats; és a dir, accepten les disparitats de renda, riquesa i estatus entre la població en funció del talent, el mèrit, la competència, la motivació i l'esforç personal, però, advoquen per les mateixes oportunitats de desenvolupament per a tots. |
| Timocràcia   | És un tipus de govern, regit per la regla de l'honor, un sistema de govern regit per ciutadans honorables i propietaris. Sòcrates defineix una timocràcia com un govern regit per la gent que estima l'honor i se seleccionen d'acord amb el grau d'honor que ocupa en la societat. Aquesta forma de timocràcia és molt similar a meritocràcia, en el sentit que les persones de caràcter excepcional o facultat es col·loquen al seient del poder. Europea-el feudalisme i el post-revolucionària Llatina són exemples històrics d'aquest tipus, el ciutat estat de Esparta, sempre que un altre model de la vida real d'aquesta forma de govern. El terme deriva de les paraules gregues τιμη, timé, "honor"; i κρατια, krátia, "govern". |
| Tecnocràcia  | És un tipus de govern, regit per la regla dels experts educats o tècnic, un sistema de govern on la gent que són experts o competents governen en les seves respectives àrees d'especialització en tecnologia podria tenir el control de totes les decisions. Metges, enginyers, científics, professionals i tècnics amb coneixements, experiència o habilitats, podrien compondre l'òrgan de govern, en lloc de polítics, empresaris i economistes. en una tecnocràcia, els prenedors de decisions se selecciona segona la informació i l'habilitat que tenen en el seu camp. |

##### Atributs autocràtics
Els governs amb atributs autocràtics estan dominats per una persona que té tot el poder sobre el poble d'un país. En la República Romana es van formar dictadors per a liderar en temps de guerra, i aquests dictadors romans només tenien poder durant un petit lapse de temps. En els temps moderns, la regla d'un autòcrata no s'atura per les normes de la llei, constitucions, o d'altres institucions socials i polítiques. Després de la Segona Guerra Mundial, molts governs d'Amèrica Llatina, Àsia i Àfrica estaven governats per governs autocràtics. Exemples d'autòcrates inclouen Idi Amin, Muammar Gaddafi, Adolf Hitler i Gamal Abdul Nasser.
| Terme      | Definició |
| ---------- | --- |
| Autocràcia | Forma de govern regida per la regla d'un sol individu, les decisions del qual ni estan subjectes a restriccions legals externes ni mecanismes de control popular regularitzats (excepte potser per l'amenaça implícita). Autócrata necessita serfs mentre que el dèspota necessita esclaus. |
| Despotisme | Forma de govern regida per la regla d'una sola entitat amb un poder absolut. Aquesta entitat pot ser una persona, igual que en una autocràcia, o pot ser un grup, com en una oligarquia. La paraula despotisme significa "governar a la manera d'un dèspota" i no requereix necessàriament una sola, o individu, "dèspota". Dèspota necessita esclaus mentre autòcrata necessita serfs. |
| Dictadura  | Forma de govern regida per la regla que un individu que té tot el poder sobre el país. El terme pot referir-se a un sistema en què el dictador va arribar al poder, i el sosté, purament per la força, sinó que també inclou els sistemes en què el dictador va arribar al poder legítimament, però després va ser capaç de modificar la Constitució per tal de, en efecte, recollir tot el poder per a si mateixos. En una dictadura militar, l'exèrcit té el control. En general, hi ha poca o cap atenció a l'opinió pública o els drets individuals. Vegeu també autocràcia i estratocràcia.           |
| Feixisme   | Forma de govern regida per la regla per la base d'únic líder. Se centra en gran manera patriotisme i la identitat nacional. El cap (s) té el poder de fer coses il · legals que no estiguin relacionats amb el nacionalisme, o augmentar la creença en l'orgull nacional. Ells creuen que el seu país es basa en el compromís amb una comunitat nacional orgànica, on els ciutadans s'uneixen junts com un sol poble a través d'una identitat nacional. Es exalta la nació i la raça per sobre de l'individu i és sinònim de reglamentista econòmica i social greu, i la repressió violenta de l'oposició. |

##### Atributs monàrquics
Els governs amb atributs monàrquics són governats per un rei/emperador o una reina/emperadora que hereta la seva posició de la seva família, que sovint s'anomena la "família real". Hi dos tipus oposats de monarquies: monarquies absolutes i monarquies constitucionals. En una monarquia absoluta, el governant no té límits en els seus desitjos o poders. En una monarquia constitucional, els poders de la regla estan limitats per un document anomenat constitució. La constitució va ser posat en marxa per posar un xec a aquests poders
| Terme                    | Definició |
| ------------------------ | --- |
| Monarquia absoluta       | Variant de la monarquia, un sistema de govern en què un monarca exerceix autoritat governant final com cap d'Estat i cap de govern. |
| Monarquia constitucional | Variant de la monarquia, un sistema de govern que té una monarca, però els poders estan limitats per la llei o per un oficial Constitució, com la que actualment es pot trobar al Regne Unit |
| Diarquia                 | Variant de la monarquia, un sistema de govern en què dues persones, els diàrques són els Caps d'Estat. En la majoria diàrquica, el diàrques mantinguin la seva posició de per vida i passar les responsabilitats i el poder de la posició dels seus fills o familiars quan moren. La diarquia és una de les més antigues formes de govern. En la moderna diarquia ús, un sistema de govern dual, ja sigui d'un govern o d'una organització. Tals "diaqrquies 'no són hereditaris. |
| Monarquia electa         | Variant de la monarquia, un sistema de govern que té un monarca electe, en contrast amb una monarquia hereditària en què l'oficina es passa automàticament com una herència familiar. La forma democràtica d'elecció, la naturalesa de les qualificacions del candidat i els electors varia d'un cas a un altre. |
| Emirat                   | Similar a una monarquia o sultanat, un sistema de govern en què el poder suprem està en mans d'un emir (príncep d'un musulmana estat), l'emir pot ser un sobirà absolut o un sobirà amb autoritat constitucionalment limitat. |
| Monarquia federal        | Variant de la monarquia, un sistema de govern en una federació d'estats amb un sol monarca com l'excés de tot cap de la federació, però conservant els diferents monarques, o un sistema no-monàrquica de govern, en els diferents estats es van unir a la federació. |
| Monarquia                | Forma de govern monàrquica regida per la regla de la reialesa; un sistema de govern en què una persona que ha heretat el paper i espera llegar al seu hereu. |

#### Altres classificacions modernes

##### Democràcia clàssica o occidental
En l'anomenada democràcia clàssica o occidental la forma de govern es basa en el predomini de la majoria, però amb respecte a les minories. El que condueix al pluripartidisme. Quant al funcionament assenyala:
- Pluralitat d'òrgans constitucionals i l'acceptació de la teoria de separació de poders.
- Constitució rígida i un control de constitucionalitat de les lleis ordinàries.
- Parlament electiu.
- Una àmplia tutela jurisdiccional dels drets públics subjectius i particularment els drets de la llibertat civil.
- Descentralització àmplia.
- Idees parlamentades.

##### Democràcia directa, representativa i semi directa
El govern directe és aquell segons el qual el poble exerceix directament les funcions de govern, actua realitzant actes de govern sense representants. Aquest règim no existeix actualment i pot afirmar-se que en realitat, mai es va arribar a realitzar, en cap Estat. Només ha estat possible en petites circumscripcions (municipis, cantons suïssos, etc.).
S'ha dit que a Grècia es va practicar Democràcia directa, tot i que aquesta afirmació no és del tot exacte, ja que si bé el poble es reunia a l'Àgora per a discutir i resoldre les qüestions de govern, era en realitat una aristocràcia, ja que estaven exclosos els estrangers, esclaus i dones.
En l'època moderna tots els autors citen com a exemple de govern directe els cantons suïssos. Però en realitat aquestes reunions eren esporàdiques i en elles es limitaven a votar per si o per no als projectes sotmesos a la seva consideració. El govern directe és una forma teòrica i actualment impossible de practicar, per l'augment de població dels Estats i la complexitat de la tasca governativa, cada vegada més tècnica.
El govern representatiu és aquell en el qual les funcions de govern són realitzades pels representants del poble. Actualment pràcticament la totalitat dels règims de govern són representatius. Els governants són considerats "representants" de la ciutadania i són ungits en la seva qualitat de tals mitjançant el sufragi. Aquest és l'únic contracte del triat amb l'elector, el poble només té dret d'elecció, i la relació de representació es desenvolupa a través del partit polític. El representant no pot ser revocat, perquè els seus electors no tenen cap contracte després del vot, excepte a través del partit polític. Teòricament el votant s'inclina per un partit polític per una adhesió al programa de govern que aquest propugna i vota pels candidats d'aquest partit. Per aquesta raó el representant hauria de complir amb el programa i les autoritats del partit controlar la seva actuació (es poden trobar molts exemples, de les queixes arran un incompliment).
El règim semirepresentatiu és aquell que participa i veu d'ambdós sistemes; el govern es realitza indirectament per mitjà de representants, però el poble realitza directament alguns actes de govern, és a dir que no limita la seva intervenció al sufragi, sinó que de vegades utilitza formes de govern directe: plebiscits, referèndums, iniciatives legislatives populars, etc.

### Organització interna del govern
Independentment del sistema de govern estatal en funció, l'organització interna de l'estat es pot classificar en:
- estat unitari pur: estat sense cap divisió administrativa interna; el govern estatal és l'única divisió governamental
- estat unitari o centralitzat: estat dividit en regions administratives els governants de les quals hi són designats pel govern estatal de manera unilateral
- estat regional: estat amb passat centralista que progressivament ha delegat molts poders administratius a les regions internes les quals elegeixen un govern autònom i democràtic la qual cosa el converteix en un estat quasi federat en què el govern central encara conserva prerrogatives i la capacitat de reorganitzar l'estat; depenent del grau de devolució de poders els estats regionals poden ser classificats fins i tot com a estats federats de facto
- estat federat: estat format per entitats sobiranes i autònomes que han cedit algunes de llurs atribucions i poders a un govern central per formar una unió; les entitats o estats que s'uneixen a una federació perden el dret a la secessió
- estat confederat: unió de dos o més estats o entitats sobiranes i autònomes que han cedit algunes de llurs atribucions i poders a un govern central; a diferència dels estats federats, sovint els integrants d'una confederació conserven el dret a la secessió